# Тарново-Палуцьке
Тарново-Палуцьке (пол. Tarnowo Pałuckie, нім. Tarnowo) — село в Польщі, у гміні Вонґровець Вонґровецького повіту Великопольського воєводства.
Населення — 158 осіб (2011).
У 1975-1998 роках село належало до Пільського воєводства.

## Демографія
Демографічна структура станом на 31 березня 2011 року:
|          | Загалом | Допрацездатний вік | Працездатний вік | Постпрацездатний вік |
| -------- | ------- | ------------------ | ---------------- | -------------------- |
| Чоловіки | 88      | 20                 | 62               | 6                    |
| Жінки    | 70      | 13                 | 48               | 9                    |
| Разом    | 158     | 33                 | 110              | 15                   |